# Domoni
Domoni é a segunda maior cidade da ilha de Anjouan, nas Comores, com  14,5 mil habitantes. Foi uma importante cidade comercial no século XV, devido à sua localização entre a África e a Ásia.
Na cidade nasceu o primeiro presidente do país em 1978, Ahmed Abdallah.